# 清沢光司
清沢 光司（きよさわ こうじ）は、日本の実業家。三菱地所コミュニティホールディングス代表取締役社長、マンション管理業協会副理事長。元不動産流通経営協会副理事長。

## 人物・経歴
東京都出身。1978年一橋大学法学部卒業、三菱地所入社。2008年執行役員。2009年から三菱地所リアルエステートサービス代表取締役社長を務め、不動産流通経営協会副理事長を兼務した。2012年三菱地所常務執行役員。2015年から三菱地所コミュニティホールディングス代表取締役社長及び三菱地所コミュニティ代表取締役社長を務め、2016年には三菱地所コミュニティと三菱地所丸紅住宅サービスの合併にあたった。マンション管理業協会副理事長も務めた。